# Tariego de Cerrato
Tariego de Cerrato es una localidad y municipio español de la comarca del Cerrato en la provincia de Palencia, comunidad autónoma de Castilla y León.

## Geografía
Está a una distancia de 14 km de Palencia, la capital provincial.
Este municipio limita al norte con Dueñas, al sur con Cevico de la Torre, al noreste con Hontoria de Cerrato y al noroeste con Venta de Baños. 

## Historia
La villa castellana se encuentra situada en la ladera de un cerro, junto a la margen izquierda del río Pisuerga, dominando un vado natural que permitía el paso del río en época de estiaje. En sus inmediaciones han aparecido gran cantidad de restos arqueológicos que indican que ya estuvo habitado en la Edad del Bronce. En época celtibérica existió un importante poblado, posiblemente fortificado, que se resistió a la ocupación romana, para ser más tarde romanizado.
Tras la reconquista de este territorio a finales del siglo IX, se repuebla el lugar. En el año 917 ya aparece mencionado su castillo, servía de apoyo a la cercana fortaleza de Dueñas para controlar el paso por el valle del Pisuerga. En 1127, figura como señor de Tariego el conde Pedro González de Lara. Más tarde, es uno de los varios castillos entregados en arras a Doña Leonor por Alfonso VIII.
En 1217, muere el joven rey Enrique I de Castilla en Palencia. Su tutor, Álvaro Núñez de Lara, intenta ocultar la noticia escondiendo el cadáver en el castillo de Tariego. Enterada Berenguela de Castilla, hermana de Enrique I y heredera de la corona, abdicó a favor de su hijo Fernando III, quién finalmente se corona rey en la localidad de Autillo de Campos.
D. Álvaro no reconoce al nuevo rey y realiza diversas correrías, siendo finalmente capturado y obligado a entregar varias fortalezas a la Corona de Castilla, entre ellas la de Tariego.
Fernando IV tras la rebeldía de los infantes Juan y Alfonso de la Cerda, concede en 1300 al concejo de Palencia, el señorío de la villa y el castillo de Tariego, ya que durante la contienda habían tomado para el rey la fortaleza.
- Torre óptica, vista Noroeste

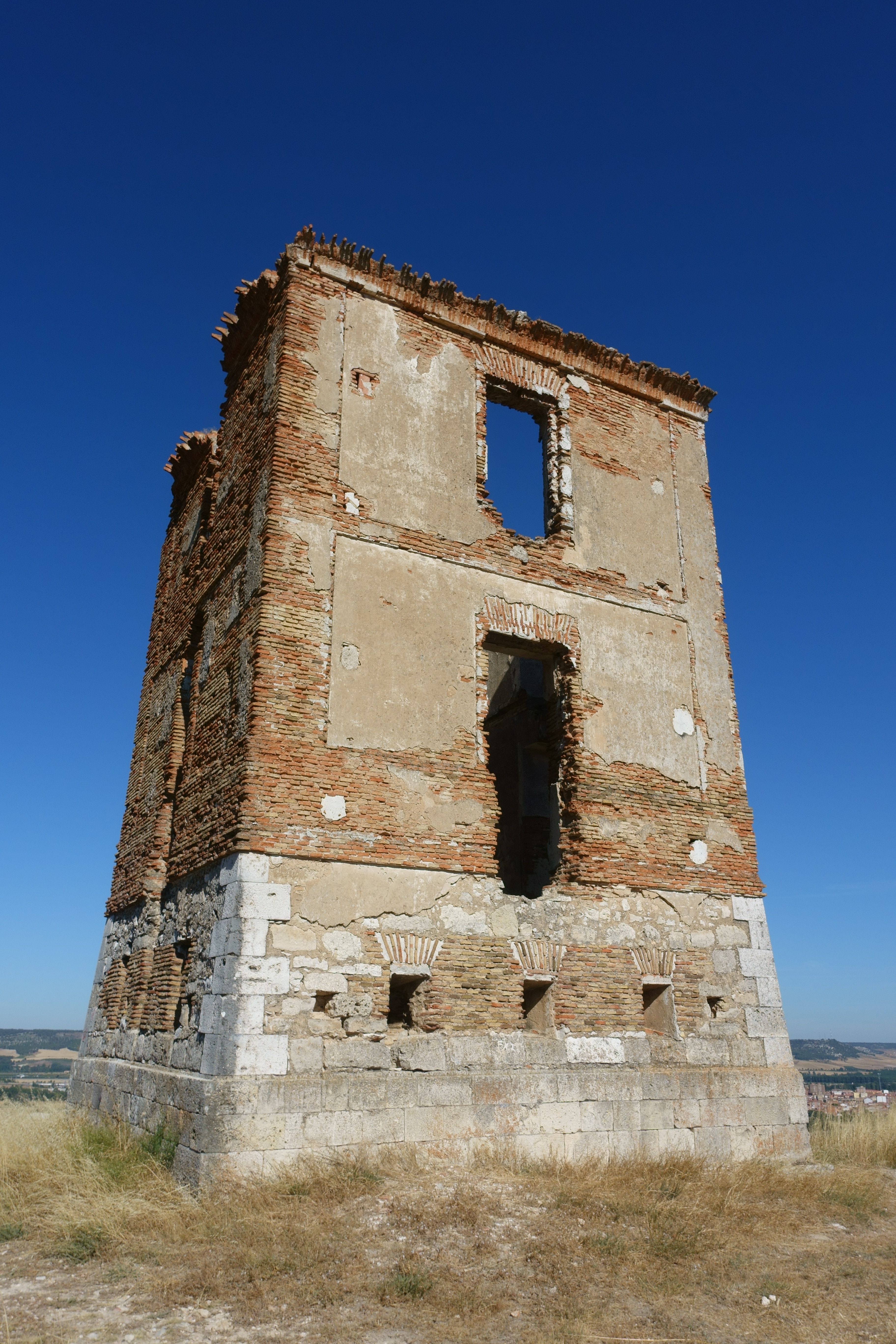
Torre óptica

En Valladolid el 23 de octubre de 1440, Tariego fue adquirida por Pedro Vázquez de Acuña, recientemente nombrado por Juan II como señor de Dueñas y futuro conde de Buendía, a Diego Sarmiento y Manrique de Lara, adelantado mayor de Galicia, y su mujer doña Teresa de Zúñiga y Biedma. A cambio el concejo de Palencia recibe la localidad de Paredes de Monte. Estando en poder de la familia Acuña es conquistado, en 1521, por las fuerzas comuneras en la Guerra de las Comunidades de Castilla (véase: Hostigamiento a Tierra de Campos). A mediados del siglo XVI continuaba en poder de los Buendía. En 1591 cuenta con 81 vecinos pecheros en la localidad.
Con el nombre de "Tariego de Riopisuerga" aparece en la documentación de 1751, figurando como señorío de los duques de Medinaceli, casa que había absorbido el título condal de Buendía debido a diversos enlaces matrimoniales.  
Durante la Guerra de la Independencia , la villa fue atacada en varias ocasiones por las tropas francesas acantonadas en la zona al considerar que servía de apoyo a los guerrilleros que asaltaban los convoyes de suministros del camino Real a Burgos.
Su histórico castillo se situaba a la salida de la población, a la derecha, sobre un pequeño cerro. A mediados del siglo XIX aún eran visibles sus ruinas, de las que hoy no queda nada. También ha desaparecido por completo todo resto de las antiguas murallas que defendían la localidad.
Durante la segunda guerra carlista, se levantó una torre para telégrafo óptico. Inicialmente se empezó a construir en el emplazamiento del castillo, aunque después se cambió a su ubicación actual, en la cuesta de la Butrera, al ser un punto más elevado que el primero. Formaba parte de una de las líneas telegráficas concebidas para permitir comunicar las provincias vascas con Madrid, transmitiendo, mediante señales ópticas, noticias sobre el desarrollo de la guerra. Fueron levantadas, manejadas y controladas por el ejército isabelino.
- Torre óptica, vista Sur*

Todas las torres tenían una construcción similar: forma prismática, planta cuadrada de siete metros de lado y tres pisos de altura. En la parte inferior sobre una base de sillería se abren varias ventanas fusileras encuadradas en ladrillo. Las plantas superiores están construidas también con ladrillo, disponiendo de una gran ventana en cada fachada.
El acceso desde el exterior hasta el primer piso se realizaba por medio de una escalera de mano. En el interior una escalera empotrada en la esquina Sudeste permitía la comunicación entre las distintas plantas y con la azotea, lugar donde estaba instalado el telégrafo, que comunicaba visualmente en ambas direcciones con las dos torres más próximas, las de Villamediana y Dueñas.
Hoy el estado que presenta la torre es muy lamentable. Se encuentra resquebrajada verticalmente en las fachadas Norte y Sur debido a un ligero hundimiento de parte de la base.
La iglesia parroquial, dedicada a San Miguel, es de estilo gótico. Se levanta en el siglo XVI sobre una más antigua que estaba bajo la abvocación de Santa María. Durante la Guerra de la Independencia fue incendiada por las tropas francesas.

### SigloXIX
Así se describe a Tariego de Cerrato en la página 609 del tomo XIV del Diccionario geográfico-estadístico-histórico de España y sus posesiones de Ultramar, obra impulsada por Pascual Madoz a mediados del siglo XIX:

TARIEGO

Villa con ayuntamiento en la provincia y diócesis de Palencia (2 leguas), partido judicial de Baltanás (3), audiencia territorial y capitanía general de Valladolid (6).
Situada en la falda de una cuesta en cuya cima hay un antiguo castillo y a sus pies pasa el río Pisuerga; su clima es algo frío, bien ventilado y poco propenso a enfermedades.
Consta de 90 casas y 30 cuevas; escuela de primera educación concurrida por 30 niños y dotada con 1.100 reales; iglesia parroquial (San Miguel), servida por un cura de segundo ascenso de provisión de la Cámara a propuesta del diocesano y previa oposición, y una ermita titulada del Cristo de la Vera Cruz.
El término confina por N con Baños de Río Pisuerga; E Cevico de la Torre; S Dueñas, y O Ontoria de Cerrato; cerca del pueblo y dominándole se halla un castillo en el que se principió a construir una torre para la línea de telégrafos, que después se pensó por el ingeniero director hacerla en la cuesta de la Butrera, punto más elevado que el primero.
El terreno disfruta de monte y llano y le riega el río Pisuerga, sobre el cual hay un puente de piedra de 9 arcos; al E hay un monte bastante poblado en donde se halla un callejón o confesionario muy conocido por los frecuentes robos que en él se verifican.
Los caminos son locales y otro que dirige a Galicia, León y Santander.
La correspondencia se recibe de la administración de Palencia dos veces a la semana.
Producciones: trigo, cebada, centeno, avena, legumbres y buen vino; se cría ganado lanar y algún mular; caza de liebres, perdices, codornices y algunos conejos, y pesca de barbos, truchas y anguilas.
Industria: la agrícola.
Población: 107 vecinos, (557) almas.

Capital productivo: 699.100 reales. Imponible: 20.917.

## Geografía humana

### Demografía
Cuenta con una población de 501 habitantes (INE 2024).
| Gráfica de evolución demográfica de Tariego de Cerrato entre 1842 y 2021 |
| |
| Población de derecho según los censos de población del INE Población de hecho según los censos de población del INEEn estos censos se denominaba Tariego: 1842, 1857, 1860, 1877, 1887, 1897, 1900, 1910, 1920, 1930, 1940, 1950 y 1960 |

## Patrimonio

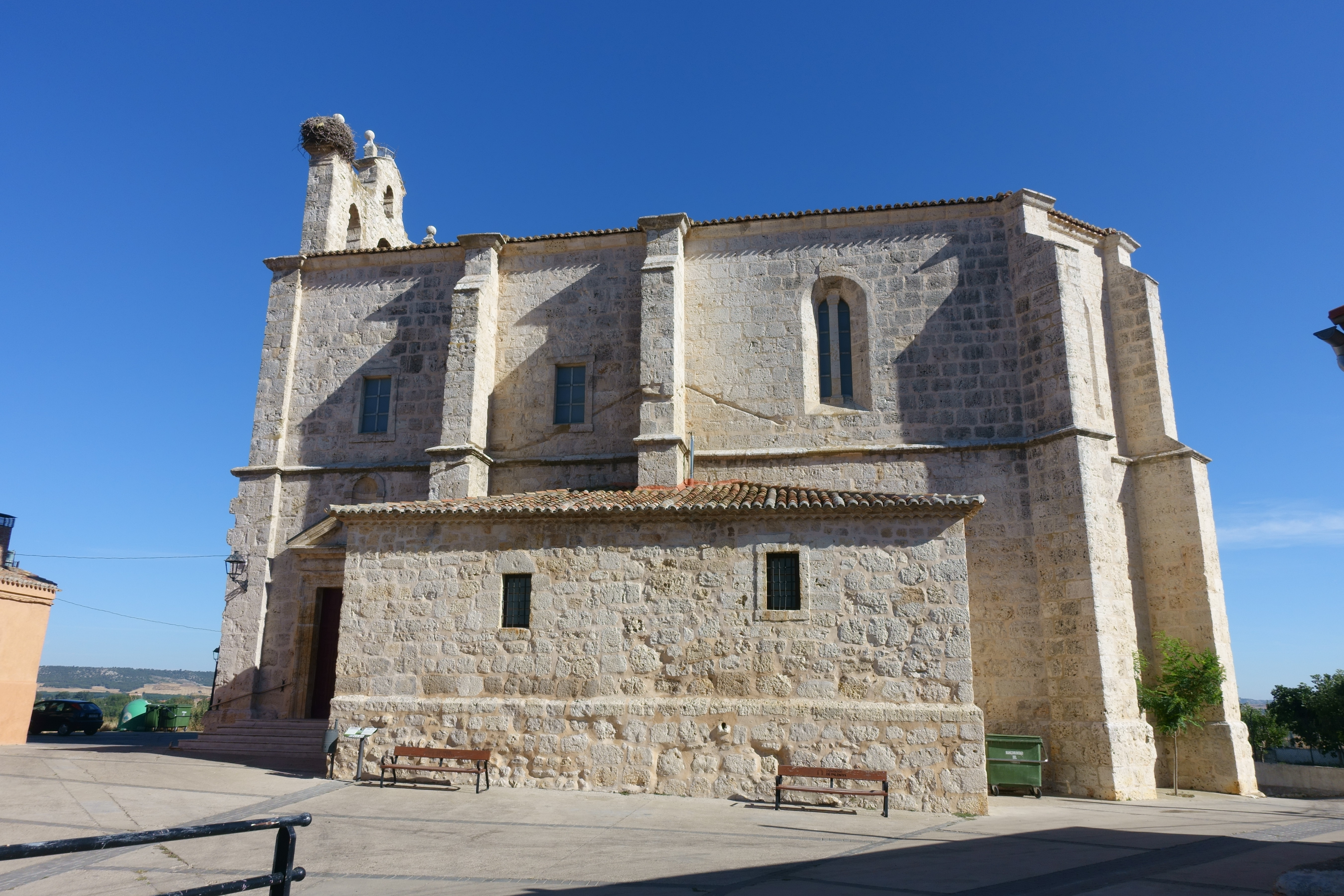
Iglesia de San Miguel

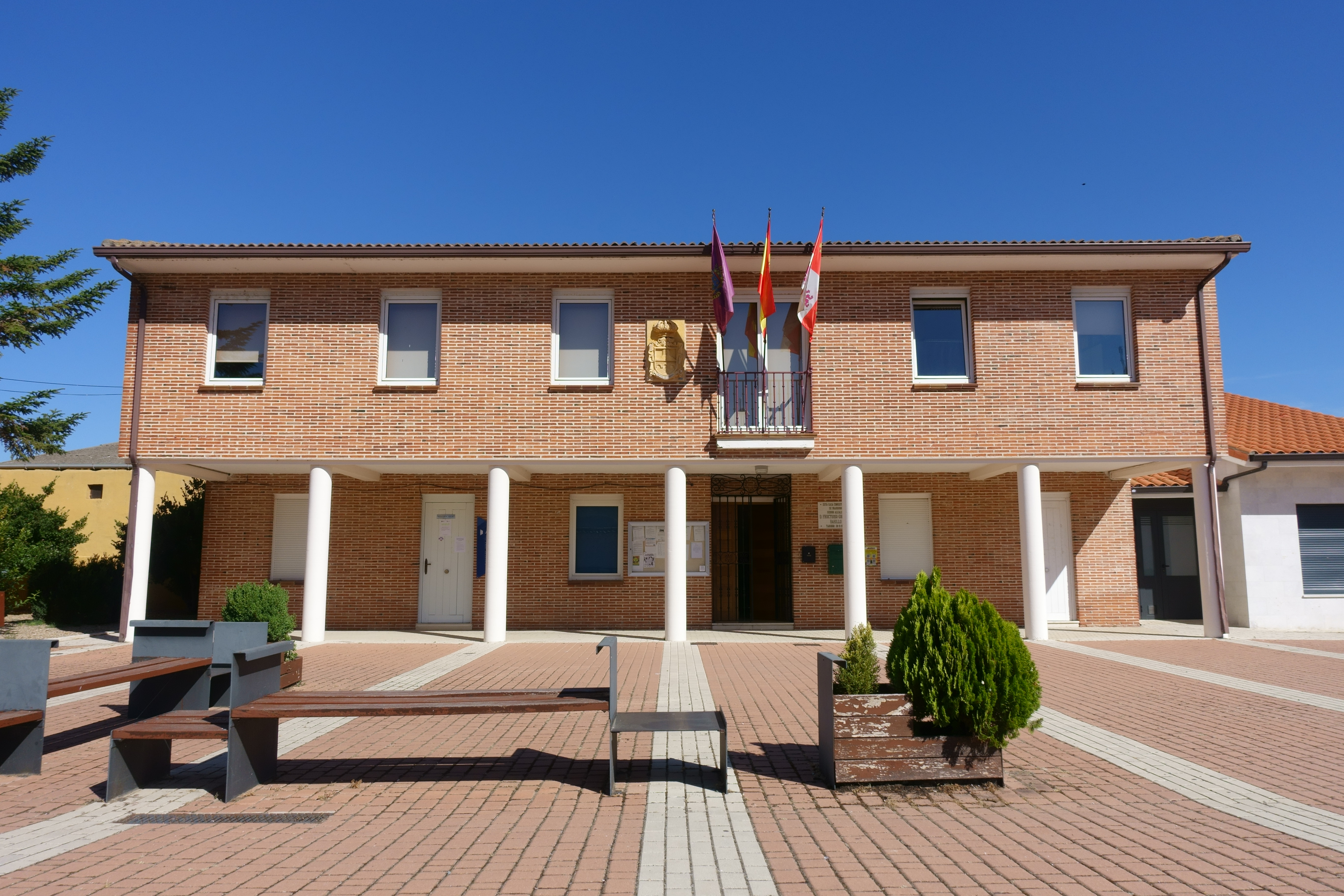
Casa consistorial

Iglesia de San MiguelEn piedra, del siglo XVI, de una sola nave.
Conjunto urbanoArquitectura tradicional y calles estrechas.

## Turismo
Tariego es muy conocido por sus mesones. Muy visitado por los palentinos por su cercanía a la capital, es muy recomendado para todos aquellos que quieran disfrutar de la típica comida castellana, tanto tradicional como innovadora.